# Theodor Veidl
Theodor Veidl (geboren 28. Februar 1885 in Wissotschan bei Saaz, Österreich-Ungarn; gestorben 16. Februar 1946 im Internierungslager Terezín) war ein deutschböhmischer Komponist und Musikwissenschaftler.

## Leben
Nach erster musikalischer Ausbildung in seinem Heimatort besuchte Veidl das Jesuitengymnasium in Komotau. Dort versah er den Organistendienst im Schulgottesdienst und gründete ein Schulorchester. Nach dem Abitur studierte er an der Deutschen Universität Prag Germanistik und Musikwissenschaft; parallel besuchte er das Prager Konservatorium. Nach der Promotion 1910 wurde er Korrepetitor an der Volksoper Wien, danach Kapellmeister, zunächst in Bad Hall, 1911 dann in Teplitz-Schönau. Dort war er auch als Musiklehrer, Organist, Pianist und Kritiker tätig. 1918 war er kurzzeitig Chormeister des Deutschen Singvereins in Prag. 1920 war er Mitbegründer der Deutschen Akademie für Musik und darstellende Kunst in Prag. 1927 erhielt er einen Ruf an die Deutsche Universität Prag, wo er als Universitätsmusikdirektor und Lektor für Musiktheorie wirkte und 1936 zum Professor ernannt wurde. Während des Zweiten Weltkriegs entzog ihm die deutsche Protektoratsverwaltung seine Ämter, angeblich wegen seiner Mitgliedschaft in einer Freimaurerloge. 1945 wurde Veidl als Deutscher aus dem Lehrkörper der Universität ausgeschlossen und ins Internierungslager Terezín deportiert, das zu einem Sammelort für die zur Vertreibung bestimmte deutsche Bevölkerung umgewandelt worden war. Dort starb er am 16. oder am 18. Februar 1946 an Unterernährung. Ein Großteil seiner Manuskripte ging verloren.

## Werk
Veidl schrieb romantische Lieder und Opern, die er als Volksopern bezeichnete. Zwischen den Weltkriegen war Veidl ein anerkannter Repräsentant deutscher Kultur in der Tschechoslowakei; 1929 wurde er für die Oper Kranwit mit dem Tschechoslowakischen Staatspreis für Musik ausgezeichnet.

## Kompositionen

### Bühnenwerke
- Ländliches Liebesorakel. Oper in einem Akt (1910/11). Libretto: Richard Batka (* 1868 Prag; † 1922 Wien). UA 1913 Stadttheater Teplitz-Schönau
- Die Geschwister. Oper in einem Akt (1916; verschollen). Libretto: Johann Wolfgang von Goethe. UA 1916 Teplitz-Schönau
- Kranwit. Romantische Märchenoper (1922–1926). Libretto: Hans Watzlik. UA 2. Juni 1929 Prag (Neues Deutsches Theater)
- Die Kleinstädter. Oper in 3 Akten (1932–1934; nur Klavierauszug erhalten [Österreichische Nationalbibliothek]). Libretto: Pavel Eisner (Paul Eisner; 1889–1958) (nach August von Kotzebue). UA 17. April 1935 Prag (Neues Deutsches Theater; Dirigent: George Szell). Radioübertragung am 30. Mai 1935 (Tschechoslowakischer Rundfunk). Weitere Inszenierungen: 22. Oktober 1936 Dortmund (Deutsche Erstaufführung), 1938 Breslau
  - Neu instrumentierte Fassung von Widmar Hader und Andreas Willscher. Erstaufführung 11. November 2005 Regensburg (Stadttheater); Gastspiel: 19. Januar 2006 Prag (Ständetheater)
- Meister Andrea. Heitere Oper (1940/41; lange Zeit verschollen, 2008 in Wien wiederentdeckt). Libretto: Gutta Veidl (nach dem gleichnamigen Lustspiel [1855] von Emanuel Geibel)

### Vokalkompositionen
- Chöre, u. a.: Pfingstlied für 4-stimmigen gemischten Chor (zwölf Takte, A-Dur). Text: Anton Dietzenschmidt
- Klavier- und Orchesterlieder
- ein Melodram

### Instrumentalwerke
- Sinfonie E-Dur
- Cellokonzert
- Humoristisches Quintett (Fl Ob Kl Hrn Fg)
- Klavierwerke
- Orgelwerke, u. a.: Passacaglia Es-Dur

### Bearbeitungen durch andere Komponisten
- Oskar Sigmund: In Memoriam! (1997) für Orgel. Toccata, Variationen und Fuge über ein Thema von Theodor Veidl
- Widmar Hader u. a.: Variationen über das Pfingstlied von Theodor Veidl für Orchester (1997). Gemeinschaftsarbeit von zehn deutschen und vier tschechischen Komponisten aus Böhmen und Mähren. Aufführungen in München, Nürnberg und Marienbad, Leitung: Widmar Hader; Tonträger: LC 1176

## Ehrung, Mitgliedschaft
- 1929 Tschechoslowakischer Staatspreis für Musik
- 19??–1944 Mitglied der Deutschen Gesellschaft der Wissenschaften und Künste für die Tschechoslowakische Republik (1930 umbenannt in Deutsche Akademie der Wissenschaften und Künste in Prag)

## Schriften (Auswahl)
- Der musikalische Humor bei Beethoven. Leipzig (Breitkopf & Härtel) 1929
- Viktor Ullmann, der Lineare. In: Der Auftakt 9, 1929, S. 77–78
- Lebensrückblick 1944. In: Die Deutsche Oper der Gegenwart. Hrsg. von Carl Niessen. Regensburg (Gustav Bosse) 1944.
- Aufsätze und kleine Musikerporträts in Der Auftakt, 1920 bis 1938

## Film
- Jan Lengyel, Vojtěch Páv: Theodor Veidl. Dokumentarfilm. Produktion: Pegasfilm Prag 2002